# Palmers Green (stacja kolejowa)
Palmers Green (kod stacji: PAL) - stacja kolejowa w Londynie, na terenie London Borough of Enfield, zarządzana i obsługiwana przez First Capital Connect. W roku statystycznym 2008-09 skorzystało z niej ok. 1,483 mln pasażerów. 

## Galeria

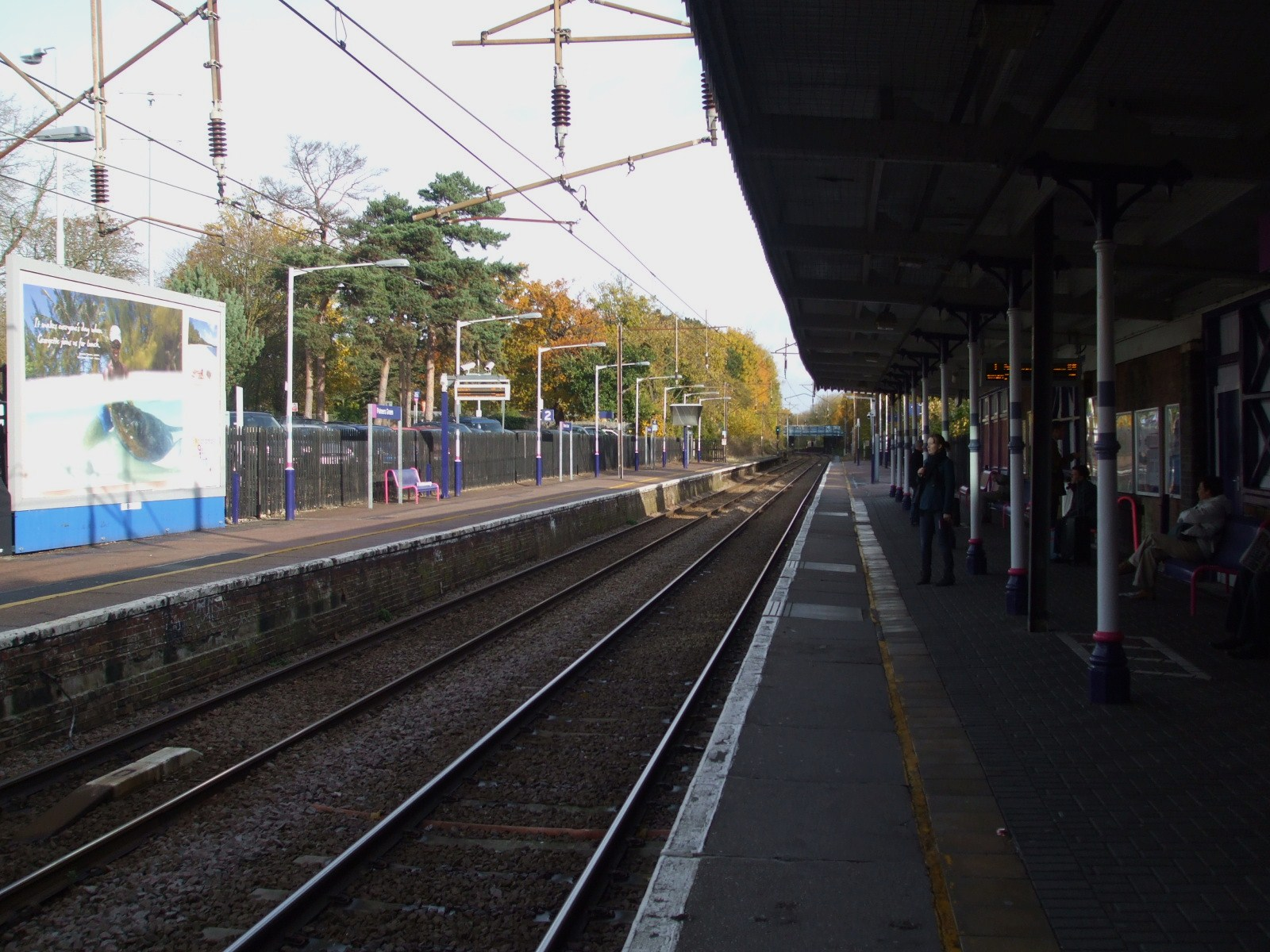
Perony
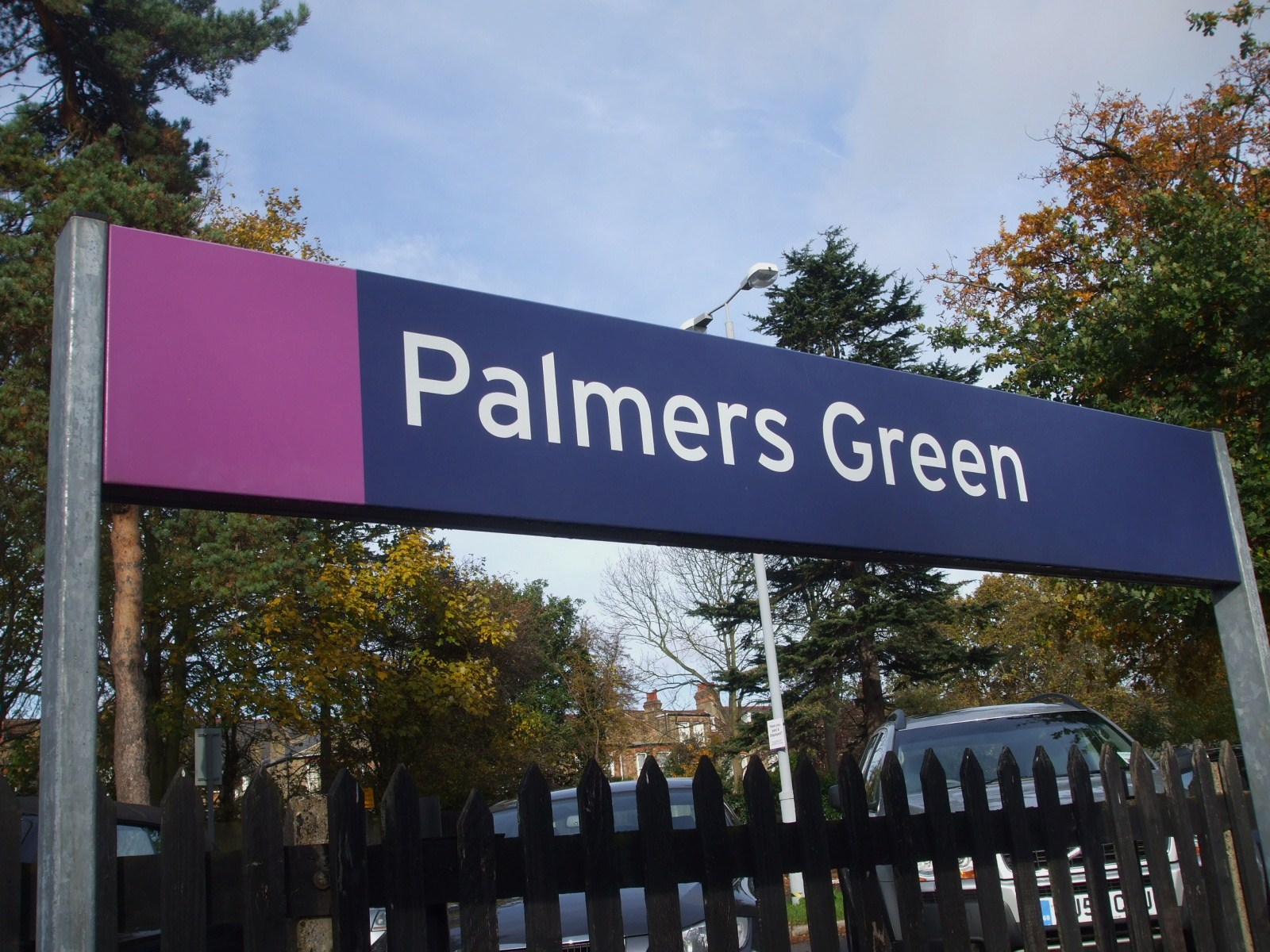
Tablica z nazwą stacji w barwach First Capital Connect